# Otto Kropp
Pour les articles homonymes, voir Kropp (homonymie).
Otto Kropp (né le 7 mai 1907 à Elberfeld, mort le 25 mai 1937 à Berlin-Plötzensee) est un résistant allemand au nazisme.

## Biographie
Kropp est un travailleur occasionnel comme coursier, ouvrier agricole ou du textile. Il s'investit dans le sport corporatiste. En 1931, il devient membre du KPD et du RFB.
Début 1933, il est agressé plusieurs fois par la SA après une dénonciation par la Hilfspolizei. En mai 1933, il émigre aux Pays-Bas pour échapper à de nouveaux mauvais traitements. Avec son ami d'enfance Ewald Funke, il déclare sa volonté de soutenir la résistance en Allemagne en tant qu'instructeur du Comité central du KPD. À partir de septembre 1934, il se rend à plusieurs reprises illégalement à Essen pour soutenir les groupes de résistance KPD et leur fournir du matériel d'information.
En août 1935, il va à Cologne et réorganise, avec Kurt Bachmann et Ulrich Osche, la section du KPD affaiblie par des arrestations massives. Il réussit à restaurer les contacts rompus avec les travailleurs anti-fascistes de Klöckner-Humboldt-Deutz, des sociétés de transport ferroviaire et d'autres grandes entreprises. Son initiative aboutit à la publication de plusieurs journaux illégaux, dont certains sont envoyés aux membres de la SA et aux policiers. Dans le même temps, il maintient des contacts réguliers avec les représentants du Comité central communiste d'Amsterdam. Au cours de ses visites à Cologne, il tente de mettre en œuvre la politique de front populaire adoptée par le KPD en octobre 1935. Il arrive à entrer en contact avec les milieux de résistance catholique et à commencer une action pour soutenir les prisonniers politiques. Il a aussi le soutien d'Eugen Zander.
En mars 1936, Otto Kropp est arrêté par la Gestapo et torturé pendant des semaines pour obtenir des noms et des informations sur ses contacts. Comme il n'avoue rien, le peine de mort est prononcée le 15 janvier 1937.